# Chrysotachina ornata
Chrysotachina ornata là một loài ruồi trong họ Tachinidae.